# Katableps pudicus
Katableps pudicus Jocqué, Russell-Smith & Alderweireldt, 2011 è un ragno appartenente alla famiglia Lycosidae.

## Etimologia
Il nome proprio della specie deriva dall'aggettivo latino pudicus, -a, -um, cioè vergognoso, timido, pudico, in riferimento agli occhi anteriori laterali rivolti verso il basso.

## Caratteristiche
L'olotipo maschile rinvenuto ha lunghezza totale è di 3,33mm; la lunghezza del cefalotorace è di 1,50mm, e la larghezza è di 1,00mm.

## Distribuzione
La specie è stata reperita nel Madagascar settentrionale: nella riserva Marojejy, appartenente alla Provincia di Antsiranana.

## Tassonomia
È la specie tipo del genere.
Al 2017 non sono note sottospecie e dal 2011 non sono stati esaminati nuovi esemplari.